# Nécropole de Su Crucifissu Mannu
La Nécropole de Su Crucifissu Mannu est un site archéologique situé dans la région de Nurra au nord-ouest de la Sardaigne. il s'agit de 22 domus de janas.

## Localisation
La nécropole est proche de la route nationale 131 Carlo Felice, à onze kilomètres de la ville de Sassari et cinq kilomètres de celle de Porto Torres. La zone où elle se trouve comprend divers monuments préhistoriques dont Mont d'Accoddi, les zones d'inhumation de Su Crucifissu Mannu, Li Lioni, Sant'Ambrogio, Su Jaiu, Spina Santa e Marinaru, les dolmens et menhirs de Frades Muros, ainsi qu'une douzaine de nuraghes.

## Description
La nécropole est creusée dans un banc calcaire horizontal et comprend au moins 22 domus de Janas datant d'une période allant du néolithique (IVe millénaire av. J.-C.) au chalcolithique (IIIe millénaire av. J.-C.).
Les tombes sont composées de chambres communicantes, accessibles entre elles par des passages verticaux ou des couloirs horizontaux. Le long des parois de la pièce principale, parfois pourvue d'un pilier central, s'ouvrent des cellules plus petites, à partir desquelles dans certains cas on accède à d'autres petits espaces, jusqu'à 14 dans le cas de la tombe XIII.
Certaines chambres comportent des décorations symboliques (têtes de taureaux stylisées) et architecturales (linteaux) sculptées en bas-relief. La tombe XIV présente une fausse-porte.
Les recherches ont mis au jour des poteries de la culture de Bonnanaro, des boutons, quatre brassards d'archer de la culture campaniforme, et trois idoles de la civilisation des Cyclades avec une représentation de la déesse mère, ainsi qu'un crâne humain présentant une trépanation.
Le sol rocheux recouvrant certains domus présente des rainures profondes et parallèles pouvant résulter du passage de charrettes ou de traineaux pour le transport de blocs de pierre destinés à la construction vers la ville de Turris Libissonis, actuelle Porto Torres.

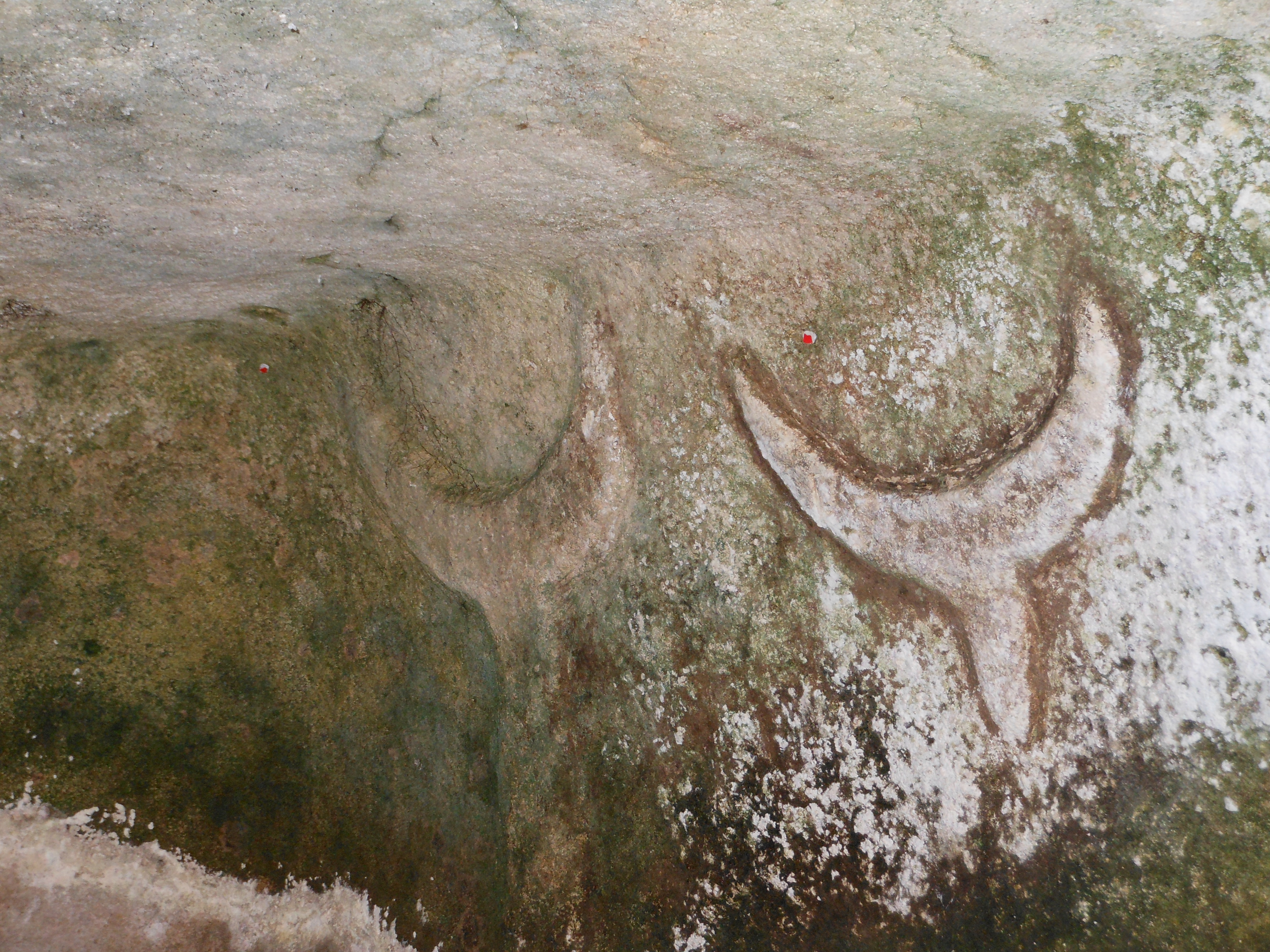
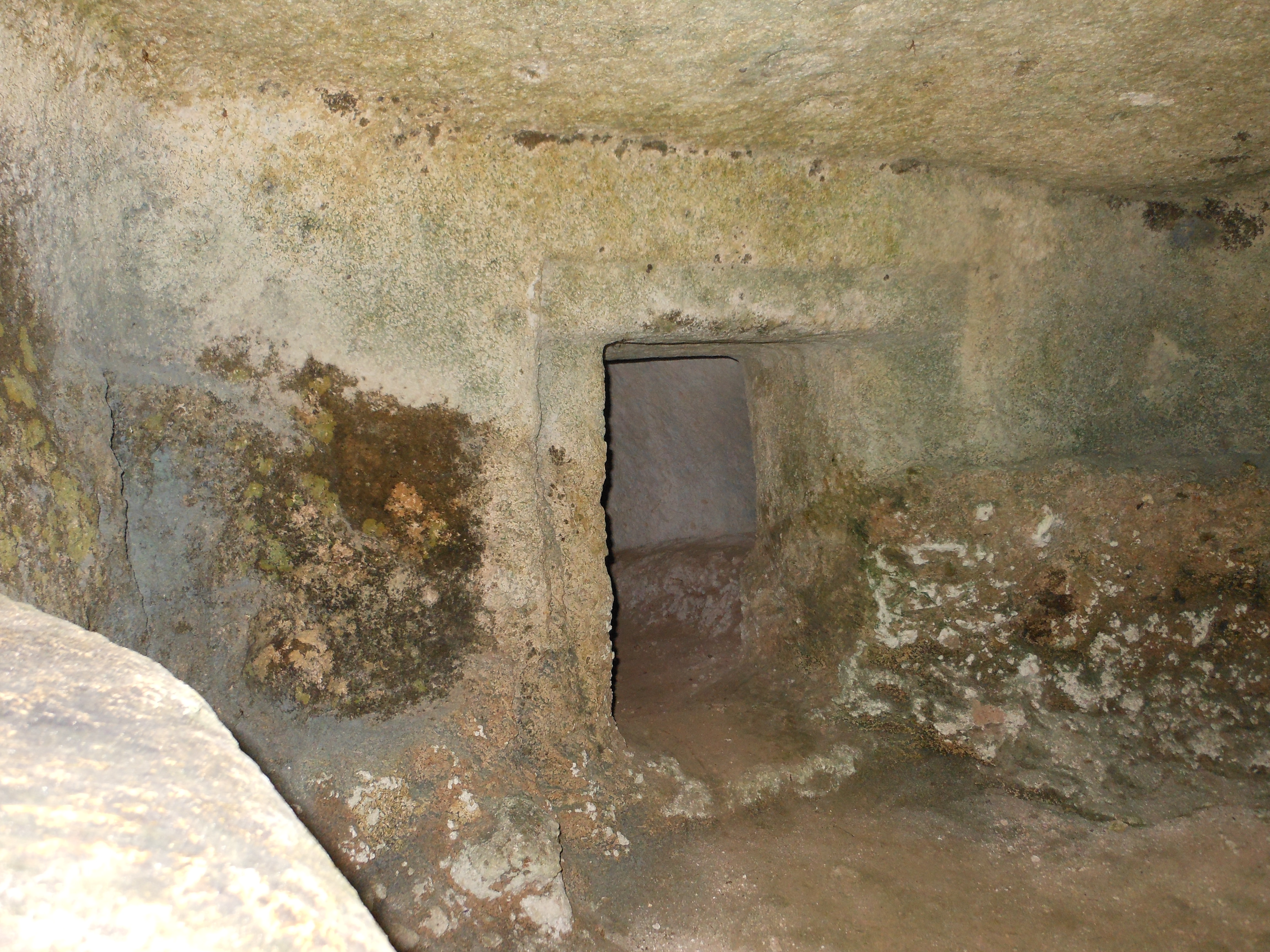
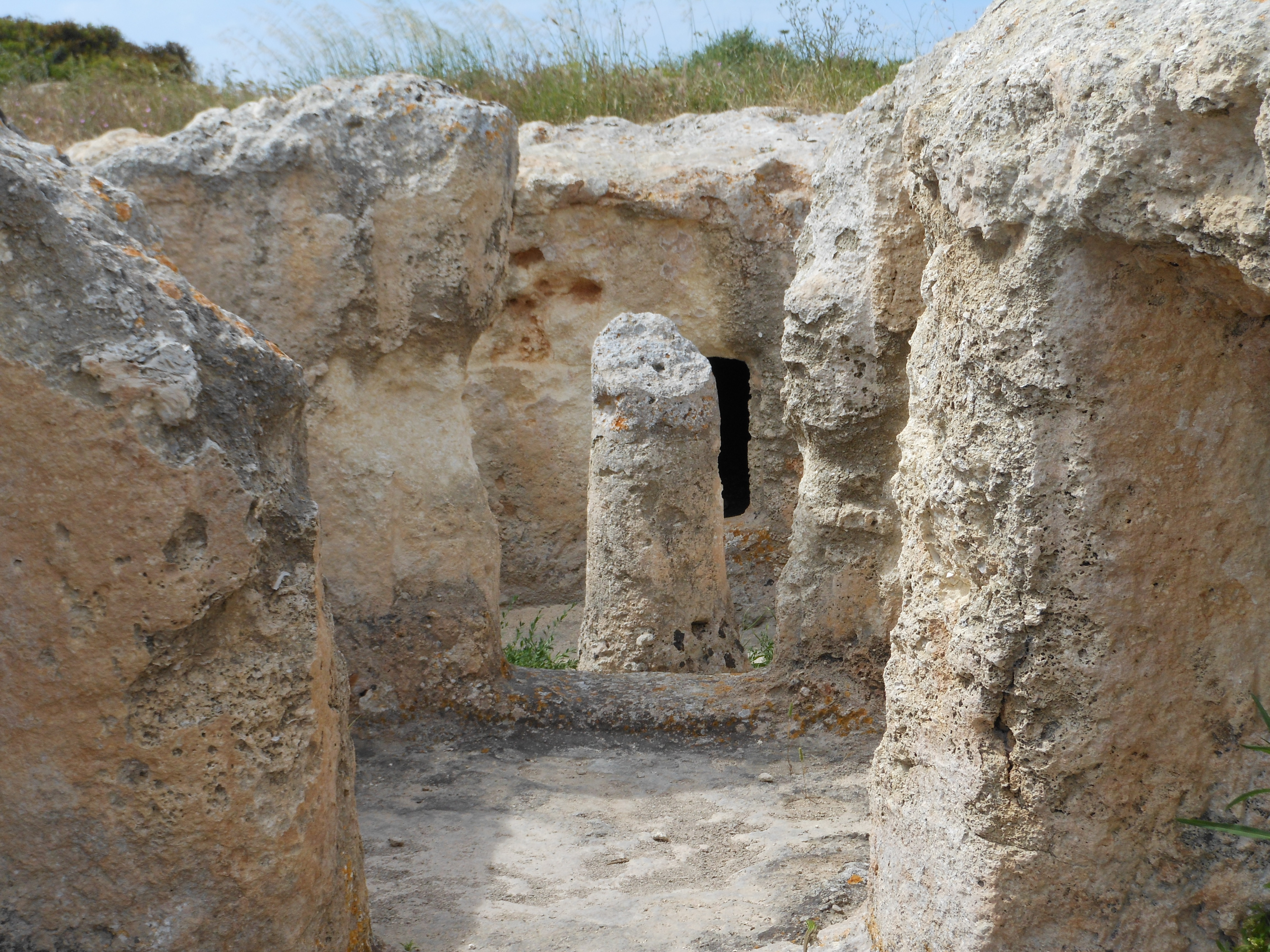
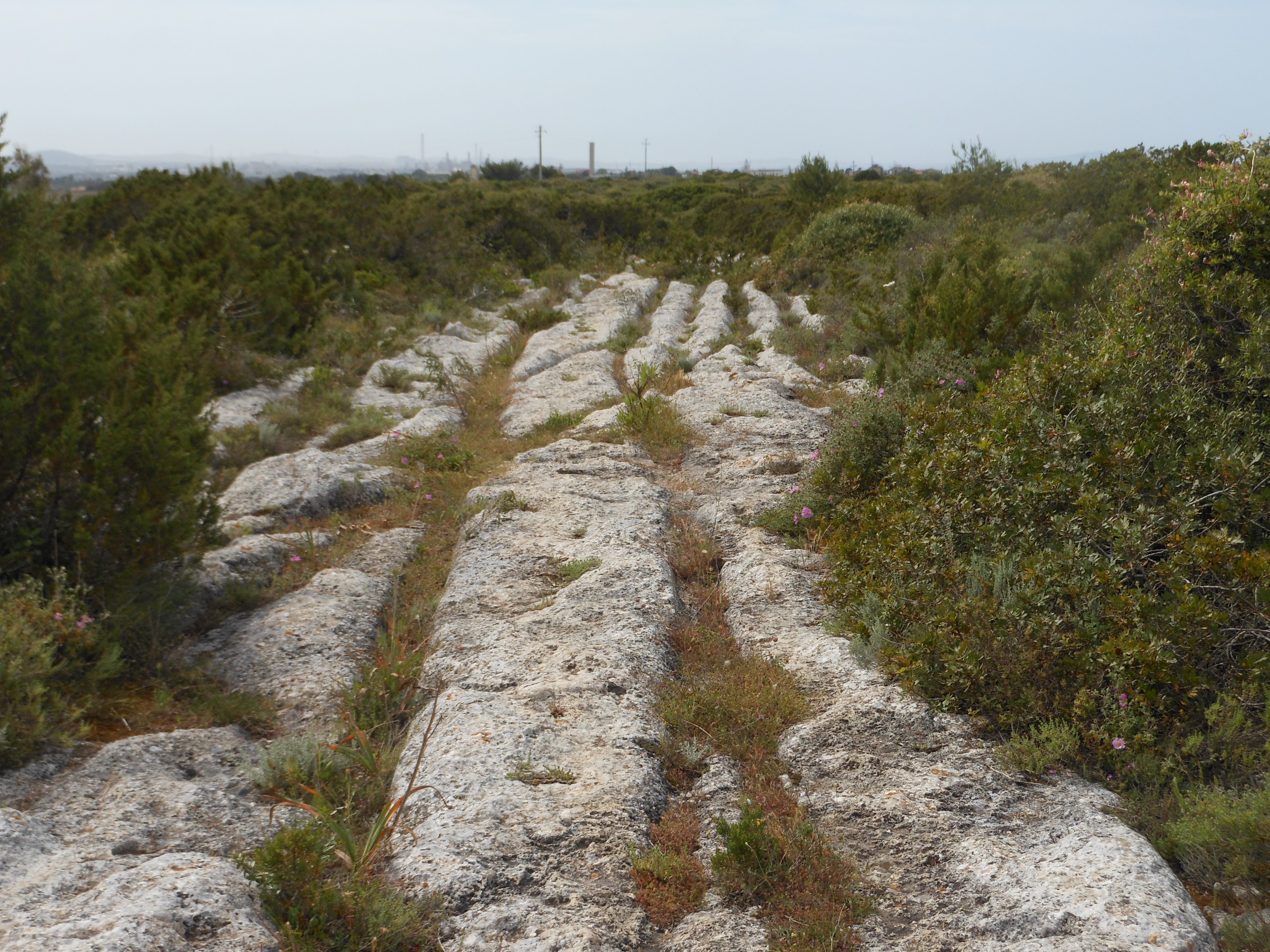

## Patrimoine mondial de l' UNESCO
Le site archéologique est inscrit sur la liste du patrimoine mondial en 2025 par l'UNESCO, en tant que partie du bien « Tradition funéraire dans la Sardaigne préhistorique – Les domus de janas ».

## Source de la traduction
- (it) Cet article est partiellement ou en totalité issu de l’article de Wikipédia en italien intitulé « Necropoli di Su Crucifissu Mannu » (voir la liste des auteurs).